# Sheila Queralt i Estevez
Sheila Queralt Estevez (Balaguer, 1987) és una lingüista catalana. Es va especialitzar en la lingüística forense, una branca de la lingüística encavallada amb el dret, que analitza les estratègies lingüístiques d'estafadors als mitjans de comunicació socials.
Es presenta com una mena de «detectiva de la llengua» que pot trobar en l'anàlisi de la llengua claus per a desencallar casos de corrupció, estafa i terrorisme, entre d'altres. Al seu llibre en castellà Atrapados por la lengua ofereix cinquanta exemples en contextos diversos de com els criminals es delaten a si mateixos per patrons i particularitats en textos signats amb pseudònim que coincideixen amb textos on es mostren amb la seva identitat vertadera.

## Obres destacades
- Estafas amorosas. El donjuán seduce, convence y manipula (2022)[4]
- Atrapados por la lengua, 50 casos resueltos por la lingüística forense (2021)[2]

- Per una bibliografia més extensa vegeu «Obra de Sheila Queralt i Estevez» a Dialnet.